# Jacques Berce
Pour les articles homonymes, voir Berce (homonymie).
Jacques Berce, né le 24 juillet 1929 à Tours et mort le 22 juin 1997 à Fontainebleau, est un décorateur français.
Après des études à l'École nationale supérieure des arts décoratifs de Paris, d'où il sort diplômé en 1955, Jacques Berce s'associe à Valentin Fabre, avec qui il travaille de 1956 à 1964, pendant cette période il participe également à l'aventure de Atelier d'urbanisme et d'architecture (AUA).